# Airbus A310
Airbus A310 là một máy bay dân dụng cỡ lớn thân rộng có tầm bay trung bình đến xa. Xuất xưởng vào năm 1978, đây là máy bay thứ hai được chế tạo bởi tập đoàn Airbus do các công ty hàng không không gian của Châu Âu góp vốn, hiện nay Airbus do EADS sở hữu. A310 được phát triển từ A300, nhưng có chiều dài ngắn hơn, A300 là máy bay dân dụng cỡ lớn thân rộng 2 động cơ đầu tiên. A310 (cùng với A300) đã ngừng sản xuất vào tháng 7-2007. Những đơn hàng phiên bản chuyển chở hàng hóa của A310 sẽ được chuyển sang sử dụng loại A330-200F mới.

## Lịch sử

A310-324 của hãng Tarom

Tầm bay của A310 đều vượt trội so với tất cả các mẫu A300, ngoại trừ A300-600, mà A300-600 còn vượt trội hơn so với A310-200. Đặc tính này dẫn đến máy bay được sử dụng rất nhiều trên các tuyến đường bay vượt Đại Tây Dương. A300 và A310 được giới thiệu có cùng chung nhiều ý tưởng: phi công của A300-600 và A310 có thể chuyển đổi để lái một trong hai loại mà chỉ cần 1 ngày huấn luyện.
Giống như loại A300, A310 được tiếp thị trên thị trường như máy bay chở khách và hàng hóa. Hiện nay không có các đơn đặt hàng mới máy bay A310 chở khách mới từ cuối thập niên 1990, và chỉ có vài đơn đặt hàng phiên bản chở hàng. A310 (cùng với A300) đã ngừng sản xuất vào tháng 7-2007, dù 5 chiếc do hãng Iraqi Airways đặt hàng vẫn nằm trong danh sách chế tạo. Những đơn đặt hàng sẽ được thay thế bằng loại A330-200F mới.
Máy bay chính thức được xuất xưởng vào tháng 7-1978 cho hãng Lufthansa và Swissair. Đây một phát triển xa hơn của A300, máy bay lúc đầu được gọi tên là A300 B10. Thực chất là một A300 "baby", những khác biệt chính giữa 2 máy bay là:
- Thân ngắn lại - cung cấp sức chứa khoảng 200 ghế
- Thiết kế lại cánh - cánh được thiết kế lại bởi hãng British Aerospace, sau khi tái tham gia vào Airbus
- Cánh đuôi đứng nhỏ hơn'

A310 được tiếp thị như một lời giới thiệt tới các hãng sử dụng máy bay cỡ lớn để phát triển các hãng hàng không. A310 đã bị thay thế bởi đội bay A330-200 rất thành công, A330-200 có cùng mặt cắt ngang thân với A310. Tổng cộng có 255 chiếc A310 được Airbus chế tạo và chuyển giao cho khách hàng vào giữa năm 1983 đến cuối năm 1998.
A300 và A310 đã đặt Airbus trở thành một đối thủ chính của Boeing và cho phép Airbus tiến tới mẫu A320 và dòng A330/A340 đầy tham vọng.

## Các phiên bản

Airbus A310-324ET của Pan am

### A310-200
Phiên bản A310 đầu tiên, là chiếc Airbus thứ 162 ra khỏi dây chuyền sản xuất, thực hiện chuyến bay đầu tiên vào tháng 4-1982, được trang bị động cơ Pratt & Whitney JT9D. A310-200 bắt đầu phục vụ trong hãng Swissair và Lufthansa vào năm 1983. Ngoài ra loạt -200 cuối có cánh nhỏ được đề cao giống như A310-300.
A310-200C - là một phiên bản chuyển đổi, những ghế ngồi có thể rời đi và khoang chính trở thành nơi chứa hàng.

### A310-300
Phiên bản này bay lần đầu vào tháng 7-1985, A310-300 có trọng lượng cất cánh tối đa tăng lên và tầm bay cũng tăng, do thêm những thùng nhiên liệu phụ ở giữa và bộ phận ổn định nằm ngang. Kiểu này cũng có những tấm chắn đầu cánh để cải thiện hiệu quả khí động học, một đặc tính có kể từ khi trang bị các bộ phận mới trên một số chiếc A310-200. Các hãng sử dụng như FedEx đã sử dụng những chiếc A310 cũ để chuyên chở hàng hóa. Đa số có các phiên bản A310-300 sau:
- A310-300C - Phiên bản chuyển đổi giữa chở khách và chở hàng, các ghế ngồi có thể rời đi và khoang hành khách có thể chuyển thành khoang chứa hàng.
- A310-300F - Phiên bản chuyển chở hàng hóa.

### A310 MRTT

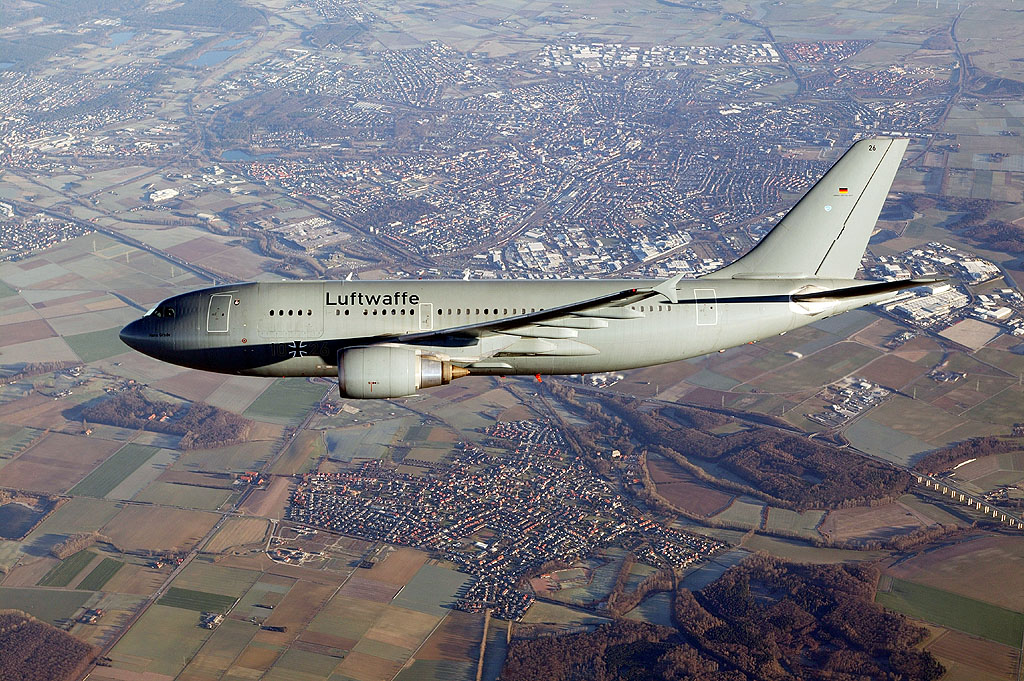
A310 MRTT thuộc Không quân Đức

A310 MRTT: A310 đã được sử dụng bởi nhiều lực lượng không trên thế giới với vai trò làm máy bay vận tải, tuy nhiên hiện nay một số chiếc đã được chuyển đổi thành cấu hình "Vận tải chở dầu đa vai trò" ("Multi Role Tanker Transport") bởi EADS, khiến máy bay có thể tiếp nhiên liệu trên không cho các máy bay khác. 6 chiếc đã được đặt hàng; 4 chiếc từ Không quân Đức và 2 chiếc từ Các lực lượng vũ trang Canada. Chiếc đầu tiên được giao vào năm 2004. 3 chiếc đang được chuyển đổi tại Elbe Flugzeugwerke (EFW) của EADS ở Dresden, Đức; 3 chiếc khác ở Lufthansa Technik tại Hamburg, Đức. Không quân Chile mới đây đã đặt mua 2 chiếc A310 đã qua sử dụng để thay thế cho những chiếc 707-320 'Aguila' vận tải và nhiên liệu đã già. Phi vụ này được thừa nhận vào tháng 10-2007.

## Các hãng sử dụng chính
Đây là danh sách các hãng, tổ chức, chính phủ và lực lượng quân sự sử dụng Airbus A310 tính đến 31 tháng 3 2008:

### Dân sự
| Cờ                                      | Hãng hàng không                 | Đặt hàng | Giao hàng | Sử dụng |
| Liên minh châu Âu                       | Airbus Executive & Private Jets | 3        | 3         | 25      |
| Nga                                     | Aeroflot                        | 5        | 5         |         |
| Argentina                               | Aerolíneas Argentinas           |          |           | 2       |
| Kenya                                   | African Safari Airways          |          |           | 1       |
| Bờ Biển Ngà                             | Air Afrique                     | 4        | 4         |         |
| Algérie                                 | Air Algérie                     | 2        | 2         | 2       |
| Myanmar                                 | Air Bagan                       |          |           | 2       |
| Tây Ban Nha                             | Air Comet                       |          |           | 4       |
| Pháp                                    | Air France                      | 11       | 11        |         |
| Ấn Độ                                   | Air India                       | 8        | 8         | 17      |
| Papua New Guinea                        | Air Niugini                     | 2        | 2         |         |
| Canada                                  | Air Transat                     |          |           | 13      |
| Áo                                      | Austrian Airlines               | 4        | 4         |         |
| Thụy Sĩ                                 | Balair                          | 4        | 4         |         |
| Bangladesh                              | Biman Bangladesh Airlines       | 2        | 2         | 3       |
| Armenia                                 | Blue Airways                    |          |           | 1       |
| Vương quốc Liên hiệp Anh và Bắc Ireland | British Caledonian              | 2        | 2         |         |
| Trung Quốc                              | China Eastern Airlines          | 5        | 5         |         |
| Đức                                     | Condor Airlines                 | 5        | 5         |         |
| Cộng hòa Síp                            | Cyprus Airways                  | 4        | 4         |         |
| Cộng hòa Séc                            | Czech Airlines                  | 2        | 2         | 4       |
| Hoa Kỳ                                  | Delta Air Lines                 | 9        | 9         |         |
| Ecuador                                 | Ecuatoriana                     | 2        | 2         |         |
| Các Tiểu vương quốc Ả Rập Thống nhất    | Emirates Airline                | 8        | 8         | 3       |
| Hoa Kỳ                                  | FedEx                           |          |           | 68      |
| Đức                                     | Hapag-Lloyd Flug                | 7        | 7         |         |
| Cộng hòa Dân chủ Đức                    | Interflug                       | 3        | 3         |         |
| Hoa Kỳ                                  | ILFC                            | 7        | 7         |         |
| Iran                                    | Iran Air                        |          |           | 7       |
| Iraq                                    | Iraqi Airways                   | 5        |           |         |
| Jordan                                  | Jordan Aviation                 |          |           | 2       |
| Kenya                                   | Kenya Airways                   | 2        | 2         |         |
| Hà Lan                                  | KLM                             | 10       | 10        |         |
| Kuwait                                  | Kuwait Airways                  | 11       | 11        | 3       |
| Kyrgyzstan                              | Kyrgyz Trans Avia               |          |           | 1       |
| Đức                                     | Lufthansa                       | 20       | 20        |         |
| Iran                                    | Mahan Air                       |          |           | 2       |
| Áo                                      | MAP Executive Flightservice     |          |           | 1       |
| Hà Lan                                  | Martinair                       | 2        | 2         |         |
| Ai Cập                                  | Midwest Airlines                |          |           | 1       |
| Mông Cổ                                 | MIAT Mongolian Airlines         |          |           | 1       |
| Nigeria                                 | Nigeria Airways                 | 4        | 4         |         |
| Colombia                                | Oasis Group                     | 2        | 2         |         |
| Oman                                    | Oman Air                        |          |           | 2       |
| Các Tiểu vương quốc Ả Rập Thống nhất    | Overseas Cargo FZE              |          |           | 1       |
| Pakistan                                | Pakistan International Airlines | 6        | 6         | 13      |
| Hoa Kỳ                                  | Pan Am                          | 18       | 18        |         |
| Jordan                                  | Royal Jordanian Airlines        | 6        | 6         | 5       |
| Nga                                     | S7 Airlines                     |          |           | 7       |
| Bỉ                                      | Sabena                          | 3        | 3         |         |
| Thổ Nhĩ Kỳ                              | Saga Airlines                   |          |           | 2       |
| Bồ Đào Nha                              | SATA International              |          |           | 4       |
| Singapore                               | Singapore Airlines              | 23       | 23        |         |
| Somalia                                 | Somali Airlines                 | 1        | 1         |         |
| Sudan                                   | Sudan Airways                   |          |           | 2       |
| Thụy Sĩ                                 | Swissair                        | 9        | 9         |         |
| Bồ Đào Nha                              | TAP Portugal                    | 5        | 5         | 4       |
| România                                 | TAROM                           | 2        | 2         | 3       |
| Thái Lan                                | Thai Airways International      | 2        | 2         |         |
| Bỉ                                      | Trans European Airways          | 1        | 1         |         |
| Thổ Nhĩ Kỳ                              | Turkish Airlines                | 14       | 14        | 6       |
| Uzbekistan                              | Uzbekistan Airways              | 1        | 1         | 3       |
| Canada                                  | Wardair                         | 12       | 12        |         |
| Bồ Đào Nha                              | White Airways                   |          |           | 2       |
| Yemen                                   | Yemenia                         | 2        | 2         | 4       |
|                                         | không tiết lộ                   | 0        | 0         | 2       |
| Totals                                  | Σ 64                            | 260      | 255       | 220     |

### Các tổ chức, chính phủ và lực lượng quân sự sử dụng
| Cờ          | Lực lượng sử dụng             | Đặt hàng | Giao hàng | Sử dụng |
| Bỉ          | Belgian Air Component         |          |           | 2       |
| Canada      | Các lực lượng Canada          |          |           | 5       |
| Pháp        | Không quân Pháp               |          |           | 3       |
| Đức         | Không quân Đức                |          |           | 7       |
| Chile       | Chính phủ Chile               |          |           | 2       |
| Pakistan    | Chính phủ Pakistan            |          |           | 1       |
| Bồ Đào Nha  | Hifly                         |          |           | 2       |
| Tây Ban Nha | Không quân Tây Ban Nha        |          |           | 2       |
| Thái Lan    | Không quân Hoàng gia Thái Lan | 1        | 1         | 1       |
|             | không tiết lộ                 | 2        | 2         |         |
| Tổng cộng   | Σ 9                           | 3        | 3         | 25      |

Nguồn:
- Airbus Orders and Deliveries Lưu trữ ngày 7 tháng 9 năm 2009 tại Wayback Machine
- CH-Aviation

## Số A310 được giao hàng theo năm
Đến cuối tháng 3-2007, tổng cộng có 260 chiếc A310 được đặt hàng và đã có 255 chiếc đã giao hàng.
| 2005 | 2004 | 2003 | 2002 | 2001 | 2000 | 1999 | 1998 | 1997 | 1996 | 1995 | 1994 | 1993 |
| ---- | ---- | ---- | ---- | ---- | ---- | ---- | ---- | ---- | ---- | ---- | ---- | ---- |
| 0    | 0    | 0    | 0    | 0    | 0    | 0    | 1    | 2    | 2    | 2    | 2    | 22   |
| 1992 | 1991 | 1990 | 1989 | 1988 | 1987 | 1986 | 1985 | 1984 | 1983 | 1982 | 1981 | 1980 |
| 24   | 19   | 18   | 23   | 28   | 21   | 19   | 26   | 21   | 17   | 0    | 0    | 0    |

## Tai nạn

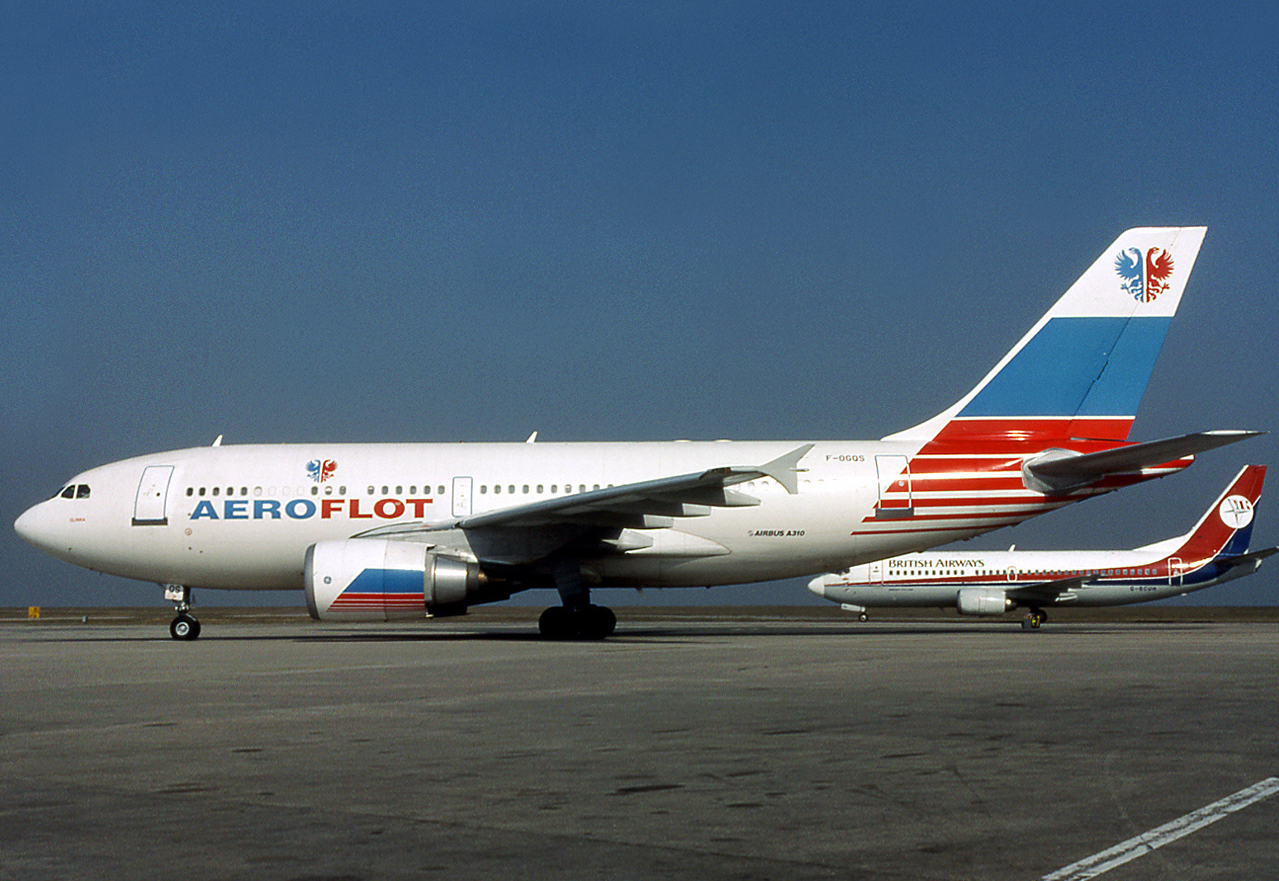
Aeroflot A310-300F

- Các tai nạn khiến máy bay bị phá hủy hoàn toàn: 7 vụ với 548 người thiệt mạng
- Các vụ không tặc: 10 vụ với 5 người thiệt mạng
- Chuyến bay 778 của S7 Airlines, là một chiếc Airbus A310-324 bay từ Moskva mang theo 196 hành khách và phi hành đoàn 8 người, đã bị trượt khỏi đường băng tại Irkutsk ở Siberia, xuyên qua một hàng rào bê-tông và phát hỏa khi đâm vào những tòa nhà. Các báo cáo nói rằng có 70 trong số 204 người trên máy bay còn sống, 12 người vẫn còn mất tích.[2] Kể từ tai nạn, những người còn sống sót đã có những thay đổi bất thường..[3]
- Chuyến bay 593 của Aeroflot, một chiếc A310-300 mang theo 63 hành khách và 12 người thuộc phi hành đoàn, đã bị rơi tại Siberia sau khi phi công lái máy bay để cho con trai của mình ngồi ở ghế điều khiển và ngắt hệ thống lái tự động của máy bay.
- Chuyến bay 371 của Tarom bị rơi tại Baloteşti gần Sân bay quốc tế Otopeni gần Bucharest vào ngày 31 tháng 3-1995, sau khi bị kẹt bộ điều chỉnh trong động cơ ở bên phải.
- Chuyến bay 431 của Kenya Airways bị rơi trên Đại Tây Dương sau khi cất cánh từ Abidjan vào ngày 31 tháng 1 2000.
- Chuyến bay 3378 của Hapag-Lloyd - 12 tháng 7 năm 2000
- Chuyến bay BG006 của Biman Bangladesh Airlines, một chiếc A310-325 chở 236 hành khách và phi hành đoàn, đã bị gãy càng phía trước trong khi đang hạ cánh xuống đường băng.[4] 14 người đã bị thương nhẹ trong tai nạn tại Sân bay quốc tế Dubai vào 12 tháng 3-2007.[5] Máy bay đã dừng ở cuối đường băng và hành khách được sơ tán, tai nạn đã khiến sân bay phải đóng cửa trong gần 8 giờ. Máy bay đã bị loại bỏ sau tai nạn này.[6]
- Chuyến bay 109 của Sudan Airways, chiếc A310-300 khởi hành từ Amman, Jordan mang theo 203 hành khách và phi hành đoàn 11 người, đã đổi hướng ra khỏi đường băng sau khi hạ cánh tại Sân bay quốc tế Khartoum trong thời tiết xấu vào 10 tháng 6-2008. Ngay sau đó, lửa đã bắt đầu bùng lên ở vùng cánh phải của máy bay. Theo báo cáo vào 12 tháng 6 đã xác nhận 30 người bị chết và 6 người khác còn mất tích.[7]

## Thông số kỹ thuật

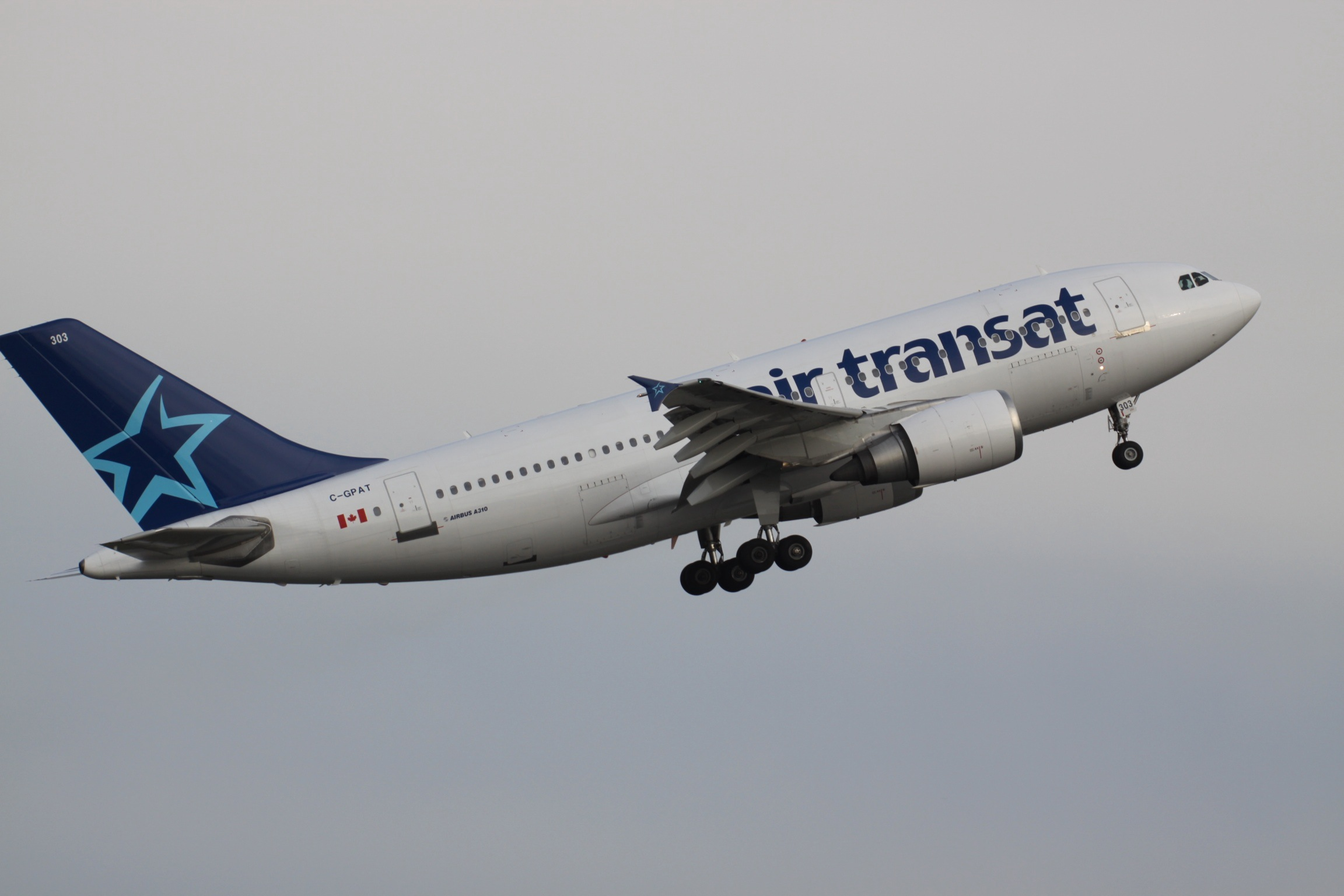
Air transat A310

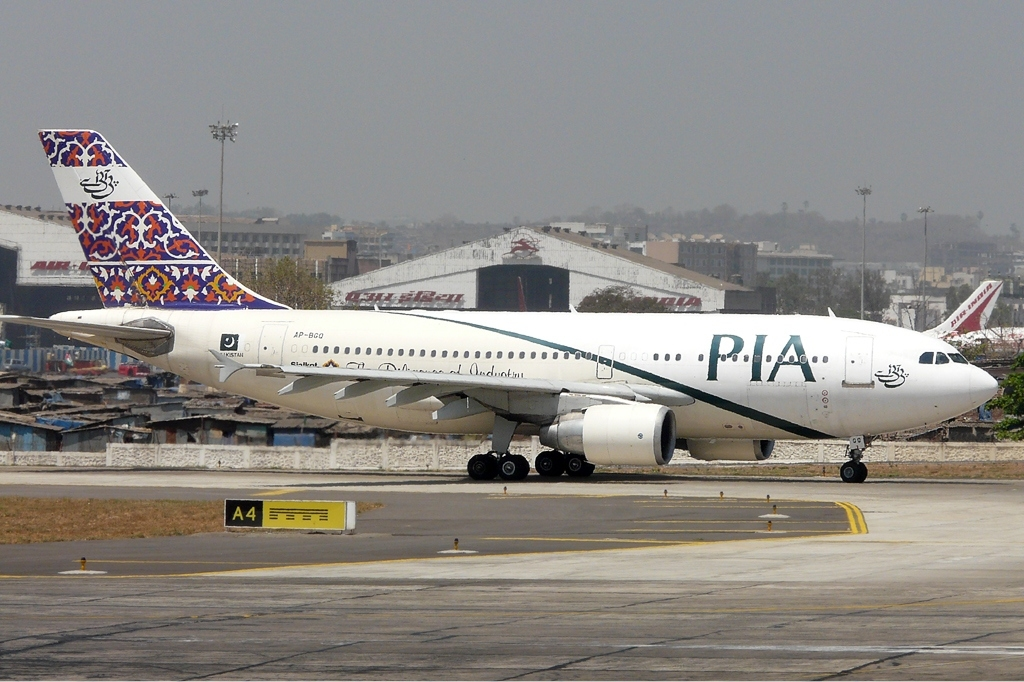
Pakistan international airlines A310-300

| [ 8 ]                     | A310-200                         | A310-200F                  | A310-300                            | A310-300F                |
| ------------------------- | -------------------------------- | -------------------------- | ----------------------------------- | ------------------------ |
| Kíp lái                   | 2                                | 2                          | 2                                   | 2                        |
| Chiều dài                 | 46.66 m (153 ft 1 in)            | 46.66 m (153 ft 1 in)      | 46.66 m (153 ft 1 in)               | 46.66 m (153 ft 1 in)    |
| Chiều cao                 | 15.8 m (51 ft 10 in)             | 15.8 m (51 ft 10 in)       | 15.8 m (51 ft 10 in)                | 15.8 m (51 ft 10 in)     |
| Sải cánh                  | 43.9 m (144 ft)                  | 43.9 m (144 ft)            | 43.9 m (144 ft)                     | 43.9 m (144 ft)          |
| Góc quét của cánh         | 28 °                             | 28 °                       | 28 °                                | 28 °                     |
| Mặt cắt ngang             | 5.64 m (17 ft 4 in)              | 5.64 m (17 ft 4 in)        | 5.64 m (17 ft 4 in)                 | 5.64 m (17 ft 4 in)      |
| Sức chứa (2 hạng)         | 240 ghế                          | 33 t hàng                  | 240 ghế                             | 33t hàng                 |
| MTOW                      | 141.974 kg (312.342 lb)          | 141.974 kg (312.342 lb)    | 164.000 kg (361.600 lb)*            | 164.000 kg (361.600 lb)* |
| Trọng lượng rỗng          | 80.142 kg (176.312 lb)           | 72.400 kg                  | 83.100 kg (183.300 lb)              | 73.900 kg                |
| Nhiên liệu tối đa         | 55.200 l (14.603 US g)           | 55.200 l (14.603 US g)     | 75.470 l (19.940 US g)              | 75.470 l (19.940 US g)   |
| Vận tốc hành trình (Mach) | 0.80 (850 km/h.)                 | 0.80 (850 km/h.)           | 0.80 (850 km/h.)                    | 0.80 (850 km/h.)         |
| Vận tốc cực đại (M)       | 0.84 (901 km/h.)                 | 0.84 (901 km/h.)           | 0.84 (901 km/h.)                    | 0.84 (901 km/h.)         |
| Trần bay                  | 12.000 m (40.000 ft)             | 12.000 m (40.000 ft)       | 12.000 m (40.000 ft)                | 12.000 m (40.000 ft)     |
| Lực đẩy (×2) (lb)         | 50.000-53.200                    | 50.000-53.200              | 56.000-59.000                       | 56.000-59.000            |
| Động cơ                   | PWJT9D-7R4 hoặc CF6-80C2A2       | PWJT9D-7R4 hoặc CF6-80C2A2 | PW4156A hoặc CF6-80C2A8             | PW4156A hoặc CF6-80C2A8  |
| Tầm bay                   | 6.800 km (3.670 nm) Liên lục địa | 5.550 km                   | 9.600 km (5.200 nm) Xuyên đại dương | 7.330 km                 |

* 157.000 kg là tiêu chuẩn cho -300, 164.000 kg là một tùy chọn.

## Nội dung liên quan

### Máy bay có cùng sự phát triển
- Airbus A300
- Airbus A310 MRTT
- CC-150 Polaris

### Máy bay có tính năng tương đương
- Boeing 767
- Ilyushin Il-86